# Обуджи
Обуджи (груз. ობუჯი) — село в Грузии, на территории Цаленджихского муниципалитета края (мхаре) Самегрело-Верхняя Сванетия.

## География
Село находится в западной части Грузии, на правом берегу реки Чанисцкали, на расстоянии приблизительно 4 километров (по прямой) к югу от города Цаленджиха, административного центра муниципалитета. Абсолютная высота — 199 метров над уровнем моря.

## Население
По результатам официальной переписи населения 2014 года, в Обуджи проживало 706 человека (358 мужчин и 348 женщин). В национальной структуре населения грузины составляли 99,6 %, русские — 0,3 %.
| Год  | Население, человек |
| ---- | ------------------ |
| 2002 | 1049               |
| 2014 | ↘ 706              |

## Достопримечательности
- Руины монастыря Обуджи, XIII—XIV вв.